# ブリセイス (小惑星)
ブリセイス (655 Briseis) は小惑星帯に位置する小惑星である。マサチューセッツ州タウントンでジョエル・ヘイスティングス・メトカーフによって発見された。
ギリシア神話に登場するトロイアの奴隷、寡婦であるブリセイスにちなんで命名された。